# Mercedes Airport
Mercedes Airport är en flygplats i Argentina.   Den ligger i provinsen Corrientes, i den nordöstra delen av landet, 600 km norr om huvudstaden Buenos Aires. Mercedes Airport ligger 110 meter över havet.
Terrängen runt Mercedes Airport är platt. Närmaste större samhälle är Mercedes, 4,3 km norr om Mercedes Airport.
Trakten runt Mercedes Airport består i huvudsak av gräsmarker. Runt Mercedes Airport är det mycket glesbefolkat, med 4 invånare per kvadratkilometer.